# Yevhen Yashchyshyn
Yevhen Yashchyshyn (ukr. Євген Ящишин, ur. 17 kwietnia 1957 we Lwowie) – specjalista radiotechniki, nauczyciel akademicki, w latach 1991-1999 prodziekan ds. naukowych Wydziału Radiotechnicznego Politechniki Lwowskiej, od 2009 kierownik Zakładu Radiokomunikacji Politechniki Warszawskiej.

## Życiorys
W 1979 r. ukończył studia na Wydziale Radiotechnicznym Politechniki Lwowskiej. W tym samym roku został zatrudniony w laboratorium naukowo-badawczym na Wydziale Radiotechnicznym, a od 1988 r. sprawował funkcję kierownika tego laboratorium. W 1986 r. w Moskiewskim Instytucie Elektroniki i Matematyki, na podstawie pracy pt. Opracowanie metod zautomatyzowanego projektowania drukowanych szyków antenowych, otrzymał stopień doktora nauk technicznych w dziedzinie anten i techniki mikrofalowej. W 1993 r. został uhonorowany państwowym tytułem naukowym Ukrainy Starszy Pracownik Naukowy. W latach 1993–1999 sprawował funkcję docenta w Katedrze Telekomunikacji Politechniki Lwowskiej. W październiku 1999 r. rozpoczął pracę na Politechnice Warszawskiej w Instytucie Radioelektroniki na stanowisku adiunkta.
W 2006 roku otrzymał stopień naukowy doktora habilitowanego na Wydziale Elektroniki i Technik Informacyjnych Politechniki Warszawskiej, a trzy lata później tytuł profesora nadzwyczajnego. Od stycznia 2009 roku do września 2016 roku sprawował funkcję kierownika Zakładu Radiokomunikacji Politechniki Warszawskiej. Od września 2016 - zastępca Dyrektora ds. Naukowych w Instytucie Radioelektroniki i Technik Multimedialnych Politechniki Warszawskiej

## Stanowiska
- 1988 - kierownik laboratorium naukowo-badawczego Politechniki Lwowskiej
- 1993-1999 docent w Katedrze Telekomunikacji Politechniki Lwowskiej
- 1991-1999 - prodziekan ds. naukowych Wydziału Radiotechnicznego Politechniki Lwowskiej
- 1993-1999 - zastępca kierownika Katedry Telekomunikacji Politechniki Lwowskiej
- 1999 -2009 adiunkt w Instytucie Radioelektroniki Politechniki Warszawskiej
- od 2009 - profesor nadzwyczajny w Instytucie Radioelektroniki Politechniki Warszawskiej
- 2009-2016 – kierownik Zakładu Radiokomunikacji Politechniki Warszawskiej[1][2]
- 2016 - zastępca Dyrektora ds. Naukowych w Instytucie Radioelektroniki i Technik Multimedialnych Politechniki Warszawskiej

## Członkostwa
- 1991-1999 - członek Rady Naukowej Politechniki Lwowskiej
- 1988-1999 - członek Rady Naukowej Wydziału Radiotechnicznego Politechniki Lwowskiej
- Institute of Electrical and Electronics Engineers - Senior Member
- członek European Microwave Association (EuMA)
- członek European Association on Antennas and Propagation (EurAAP)
- członek Sekcji Mikrofal i Radiokomunkacji Komitetu Elektroniki i Telekomunikacji PAN[1][2]

## Nagrody, wyróżnienia, odznaczenia
- nagroda indywidualna I Stopnia J.M. Rektora Politechniki Warszawskiej - 2-krotnie (2007, 2015)
- główna nagroda Europejskiego Stowarzyszenia Mikrofalowego (EuMA) EuMC PRIZE (Amsterdam, 2008)
- nagroda zespołowa I Stopnia J.M. Rektora Politechniki Warszawskiej - 4-krotnie (2004, 2005, 2009, 2014)
- nagroda zespołowa II Stopnia J.M. Rektora Politechniki Warszawskiej (2013)[1][2]

## Ważne publikacje
1. Yashchyshyn Y., Modelski J., Rigorous Analysis and Investigations of the Scan Antennas on a Ferroelectric Substrate, IEEE Trans. on Microwave Theory and Techniques, vol. 53, Issue 2, 2005, pp. 427–438
2. Yashchyshyn Y., Starszuk G., Investigation of a simple four-element null-steering antenna array, IEE Proceedings Microwaves, Antennas & Propagation, vol. 152, no. 2, April 2005, pp. 92–96
3. Yashchyshyn Y., Marczewski J., Derzakowski K., Modelski J., Grabiec P., Development and Investigation of an Antenna System With Reconfigurable Aperture, IEEE Transactions on Antennas and Propagation, vol. 57, Issue 1, Jan. 2009, pp. 2–8
4. Yashchyshyn Y., Marczewski J., Tomaszewski D., Investigation of the S-PIN Diodes for Silicon Monolithic Antennas with Reconfigurable Aperture, IEEE Transactions on Microwave Theory and Techniques, vol. 58, Issue 5, May 2010, pp. 1100–1106
5. Yashchyshyn Y., Anteny z elektrycznym kształtowaniem charakterystyki kierunkowej – nowe rozwiązania. Prace naukowe, Elektronika, z.155, Oficyna Wydawnicza PW, Warszawa 2006. str. 150. ISSN 0137-2343
6. N. Dvurechenskaya, P. R. Bajurko, R. J. Zieliński, Y. Yashchyshyn, Measurements of Shielding Effectiveness of Textile Materials Containing Metal by the Free-Space Transmission Technique with Data Processing in Time Domain, Metrology and Measurement Systems, vol. 21, nr 2, 2013, pp. 217–228
7. A. Łysiuk, K. Godziszewski, Y. Yashchyshyn, Low Cost E/O and O/E Modules for Radio over Fibre Link, Microwave and Optical Technology Letters, vol. 55, no. 10, Oct. 2013, pp. 2423–2425[1][2]
8. Y. Yashchyshyn, K. Derzakowski, P.R. Bajurko, J. Marczewski, S. Kozłowski, "Time-Modulated Reconfigurable Antenna Based on Integrated S-PIN Diodes for mm-Wave Communication Systems", IEEE Transactions on Antennas and Propagation, vol. 63, no .9, pp. 4121–4131, Sept. 2015, doi: 10.1109/TAP.2015.2444425
9. N.A. Andrushchak, I.D. Karbovnyk, K. Godziszewski, Y. Yashchyshyn, M.V. Lobur, A.S. Andrushchak, "New Interference Technique for Determination of Low Loss Material Permittivity in the Extremely High Frequency Range", IEEE Transactions on Instrumentation and Measurement, vol. 64, no. 11, pp. 3005–3012, Nov. 2015, doi: 10.1109/TIM.2015.2437631
10. G. Bogdan, Y. Yashchyshyn, M. Jarzynka, Time-Modulated Antenna Array with Lossless Switching Network, IEEE Antennas and Wireless Propagation Letters, vol. PP, no. 99, 2016, pp. 1–1, doi: 10.1109/LAWP.2016.2538463